# وودوالتون
وودوالتون (به انگلیسی: Woodwalton) یک روستا و محله مدنی در بریتانیا است که در هانتینگدونشر واقع شده‌است. وودوالتون ۲۴۳ نفر جمعیت دارد.